# Åstebotjärnen
Åstebotjärnen är en sjö i Partille kommun i Västergötland och ingår i Göta älvs huvudavrinningsområde.

## Bilder

Åstebotjärnen
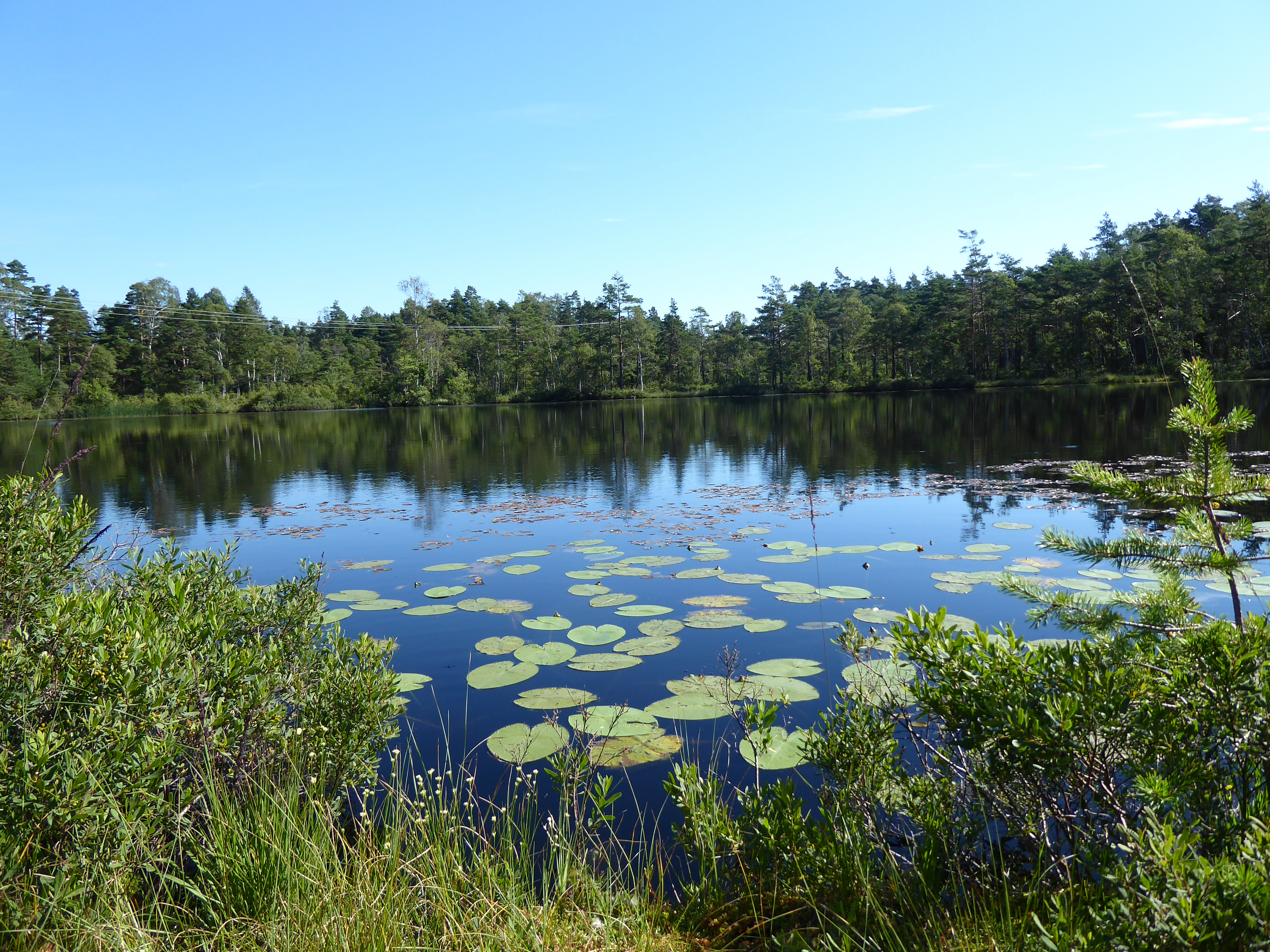
Åstebotjärnen från SW den 1 augusti 2020.
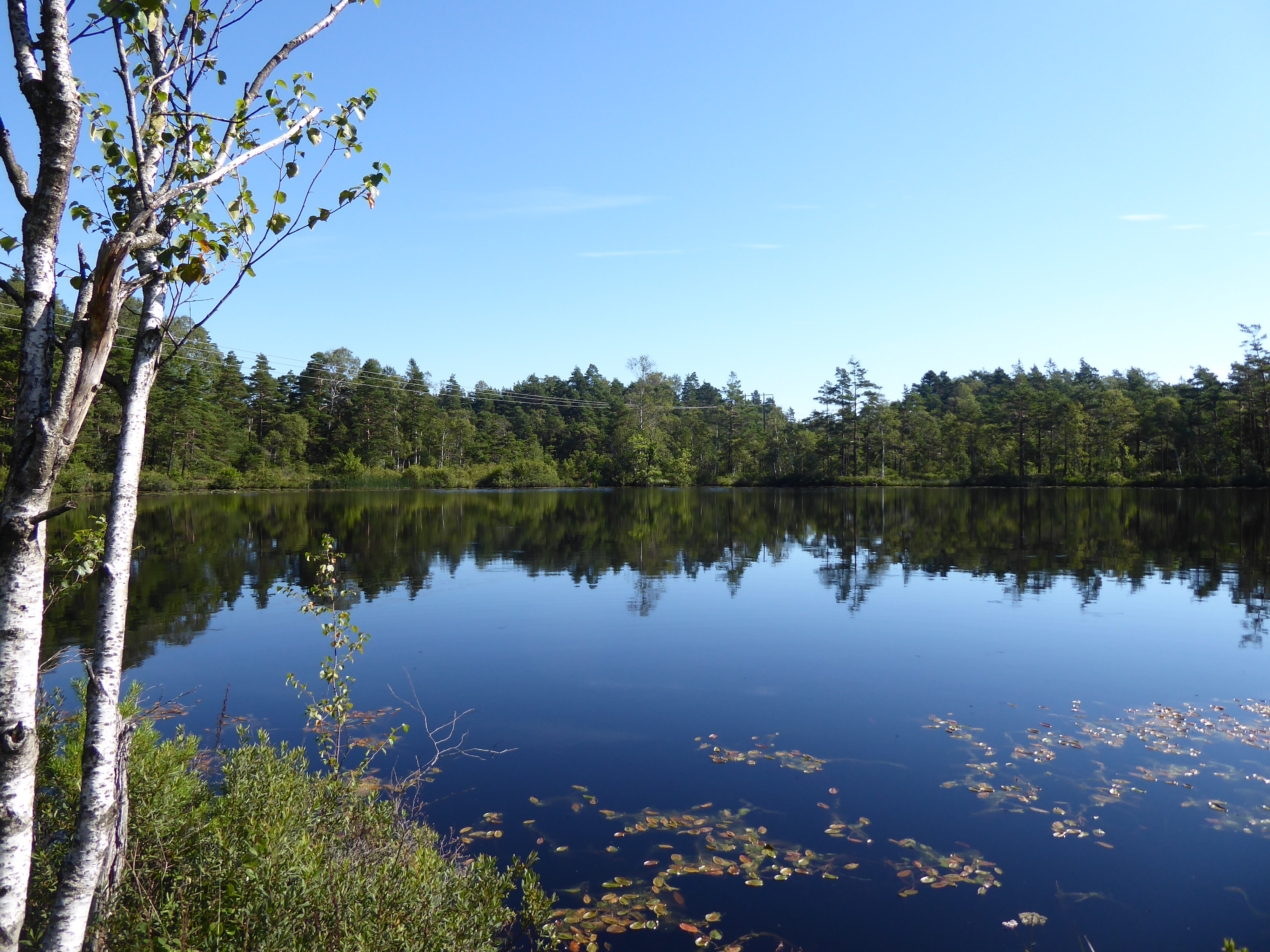
Åstebotjärnen från SW den 1 augusti 2020.
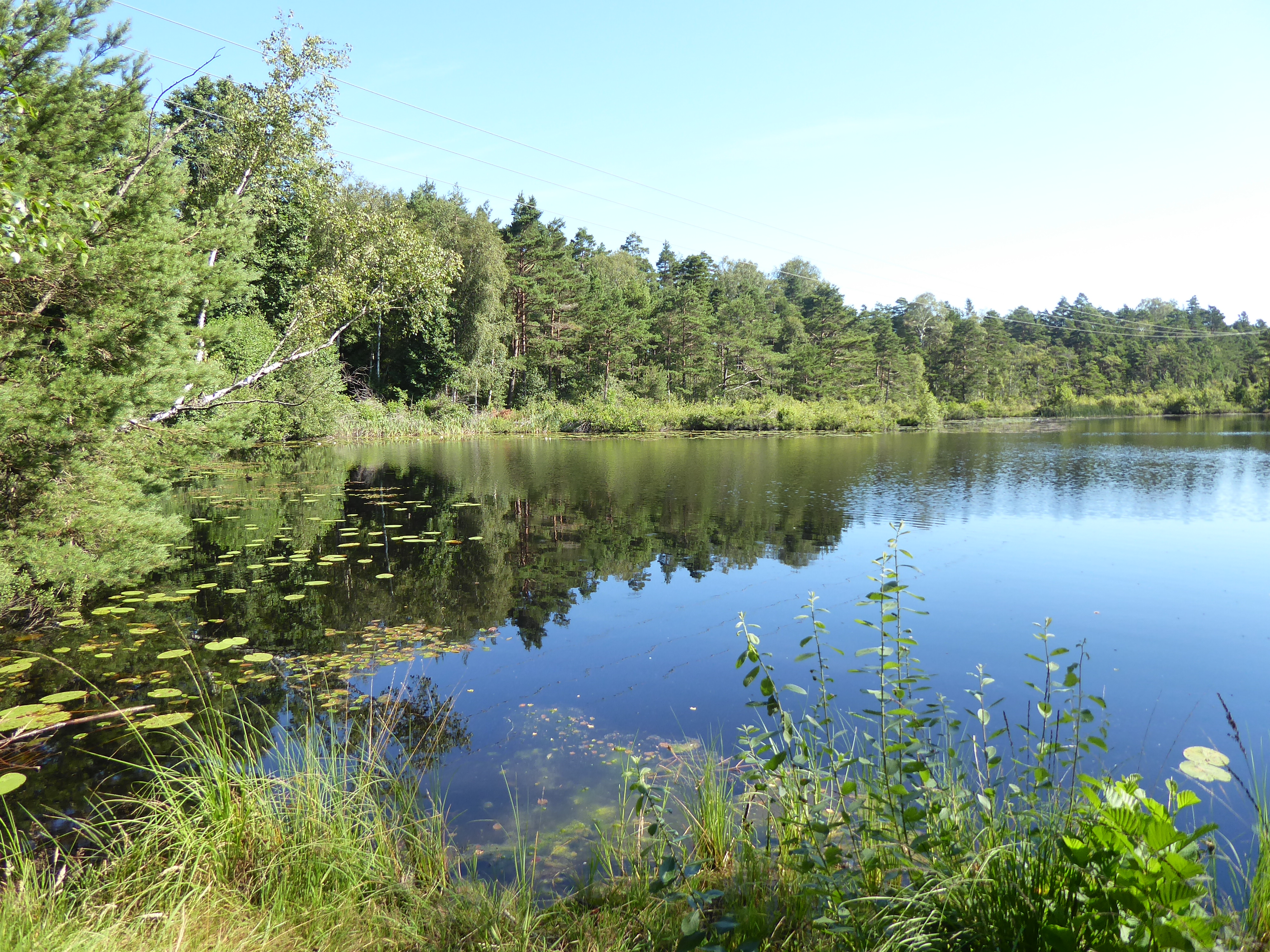
Åstebotjärnen från W den 1 augusti 2020.